# La gangrena (novela)
La gangrena es una novela escrita por Mercedes Salisachs ganadora del premio Planeta en 1975.  

## Contexto
El Premio Planeta es un galardón literario creado en 1952 por José Manuel Lara Hernández, fundador de la editorial Planeta. Su objetivo principal era promover a los escritores de lengua castellana en un mercado literario dominado por autores anglosajones. Desde sus inicios, el premio jugó un papel importante en la profesionalización de la escritura, ya que los ganadores suelen recibir una gran atención mediática que los convierte rápidamente en autores populares. Entre 1952 y 1975 se celebraron veinticuatro ediciones y de estas solo nueve mujeres fueron premiadas: cinco ganadoras y cuatro finalistas. Las ganadoras fueron Ana María Matute con Pequeño teatro; Carmen Kurtz con El desconocido; Concha Alós, con Las hogueras y Mercedes Salisachs. Las finalistas, Salisachs en dos ocasiones, con Carretera intermedia y Adagio confidencial; Elisa Bufal con Siete puertas y Hilda Perera con El sitio de nadie.
Fue el cuarto libro más vendido en España en lengua castellana en 1976.

## Sinopsis
La novela relata la vida de Carlos Hondero, desde su niñez en la dictadura hasta convertirse en un hombre rico y poderoso. A lo largo de medio siglo, se desarrollan dos líneas paralelas: su compleja historia personal, marcada por humillaciones, ambición, vanidad y experiencias amorosas, y la historia de España, reflejada en Barcelona, ciudad que influye en la vida de los personajes. Con cerca de doscientos personajes, la obra es tanto la crónica de un drama individual como una visión de la evolución histórica y social de una ciudad y un país.

## Reconocimientos
En 1975, la novela La gangrena, firmada bajo el seudónimo Carlos Hondero, ganó el vigesimocuarto Premio Planeta.